# Euippodes ituriensis
Euippodes ituriensis là một loài bướm đêm trong họ Noctuidae.